# Order Świętej Agaty
Order Świętej Agaty (wł. L’Ordine di Sant’Agata) – jedno z odznaczeń państwowych Republiki San Marino ustanowione w 1923.

## Historia
Order Świętej Agaty został ustanowiony 5 czerwca 1923, a w 1925 dokonano reformy klas orderu. Order został nazwany imieniem Świętej Agaty na pamiątkę dnia jej święta (5 lutego), w którym San Marino odzyskało niepodległość (1740). Dokonało się to za sprawą papieża Klemensa XII, który przywrócił niezależność republiki po najeździe i okupacji San Marino przez oddziały kardynała Alberoniego w 1739. Dzień 5 lutego jest świętem Orderu Świętej Agaty i dniem niepodległości San Marino.
Order dzieli się na pięć klas:
- I klasa – Krzyż Wielki – Cavaliere di Gran Croce (od 1925[3])
- II klasa – Wielki Oficer – Grande Ufficiale
- III klasa – Komandor – Commendatore
- IV klasa – Oficer – Cavaliere Ufficiale
- V klasa – Kawaler – Cavaliere

## Zasady nadawania
Order Świętej Agaty jest przyznawany jedynie cudzoziemcom, którzy poprzez swoją działalność na polu dobroczynności i w innych dziedzinach zasłużyli się republice. Kapituła orderu składa się z członków najwyższych władz państwowych San Marino. Order przyznaje 12 osobowa komisja.

## Opis odznaki
Odznaką orderu jest emaliowany na biało złoty krzyż mantuański, pod którego ramionami znajduje się wieniec dębowy z zielonej emalii. Pośrodku krzyża widnieje okrągły medalion z portretem Świętej Agaty na błękitnym tle. Dookoła napis w języku włoskim: Sant’Agata Prottetrice (Święta Agata Protektorka). Rewers odznaki przedstawia herb San Marino i łaciński napis: Bene Merenti (Dobrze zasłużonemu). Kawalerom orderu I i II klasy przysługuje również gwiazda orderowa. Jest nią ośmiokątna gwiazda, której cztery ramiona są wykonane ze złota na przemian z czterema ramionami wykonanymi ze srebra. Promieniste ramiona gwiazdy są wyłożone małymi brylantami. Pośrodku gwiazdy znajduje się odznaka Orderu Świętej Agaty. Wstążka orderu ma kolor karmazynowy z żółtym i białym paskiem wzdłuż obu boków.
| Baretki Orderu Świętej Agaty | Baretki Orderu Świętej Agaty | Baretki Orderu Świętej Agaty |
| 1923–1946                    | od 1946                      |                              |
| ---------------------------- | ---------------------------- | ---------------------------- |
|                              |                              | Krzyż Wielki (od 1925)       |
|                              |                              | Wielki Oficer                |
|                              |                              | Komandor                     |
|                              |                              | Oficer                       |
|                              |                              | Kawaler                      |